# Duin (boek)
Duin (Engels: Dune) is een epische sciencefictionroman uit 1965 van de Amerikaanse schrijver Frank Herbert, oorspronkelijk gepubliceerd als twee afzonderlijke series (de roman 'Dune World' uit 1963-64 en de roman 'Prophet of Dune' uit 1965) in het tijdschrift Analog. Het sloot aan bij Roger Zelazny's Noem me maar Conrad (Engels: This Immortal) voor de Hugo Award voor beste roman en won in 1966 de eerste Nebula Award voor beste roman. Het is het eerste deel van de Duin-boekenreeks. Het is een van 's werelds best verkochte sciencefictionromans aller tijden.

## Verhaal
Het verhaal zelf ontwikkelt zich rond de jonge Paul Atreides, erfgenaam van het hertogdom van Huis Atreides. Zijn vader, hertog Leto Atreides, krijgt van keizer Padishah Shaddam IV het bevel om met zijn hele hertogdom naar Arrakis te verhuizen, de enige bron van de kruidenmelange in het bekende universum. Paul moet het verraad van de keizer onder ogen zien, bang voor het overwicht van het Huis Atreides in de Landsraad, en het Huis Harkonnen, vijanden van de Atreides sinds de Slag bij Corrin.